# Gwendolyn MacEwen
Gwendolyn MacEwen (ur. 1 września 1941 w Toronto, zm. 30 listopada 1987 tamże) – kanadyjska pisarka anglojęzyczna.

## Życiorys
W wieku 17 lat opublikowała swój pierwszy poemat w "The Canadian Forum". Porzuciła szkołę na krótko przed ukończeniem, w 1961 własnym sumptem wydała dwie swoje prace, Selah i The Drunken Clock. W lutym 1962 poślubiła poetę Miltona Acorna, jednak małżeństwo to rozpadło się już w listopadzie 1962. W 1963 opublikowała swój pierwszy duży zbiór wierszy, The Rising Fire, i ukończyła swoją pierwszą powieść, Julian the Magician. W 1969 ukazał się kolejny zbiór jej wierszy, The Shadow-Maker, który, podobnie jak wydany w 1987 Afterworlds, łączył magiczno-mistyczną wizję z konkretem historycznym - ujmując rozważania nad ukrytą siłą kierującą losem świata i jednostki w wyszukaną formę. W 1971 napisała powieść King of Egypt, King of Dreams, w 1982 opublikowała zbiór wierszy The T.E. Lawrence Poems, który zyskał największe uznanie z jej twórczości. Poza tym tłumaczyła literaturę, głównie grecką. W 1977 została odznaczona Queen Elizabeth II Silver Jubilee Medal.